# Сосна алеппська

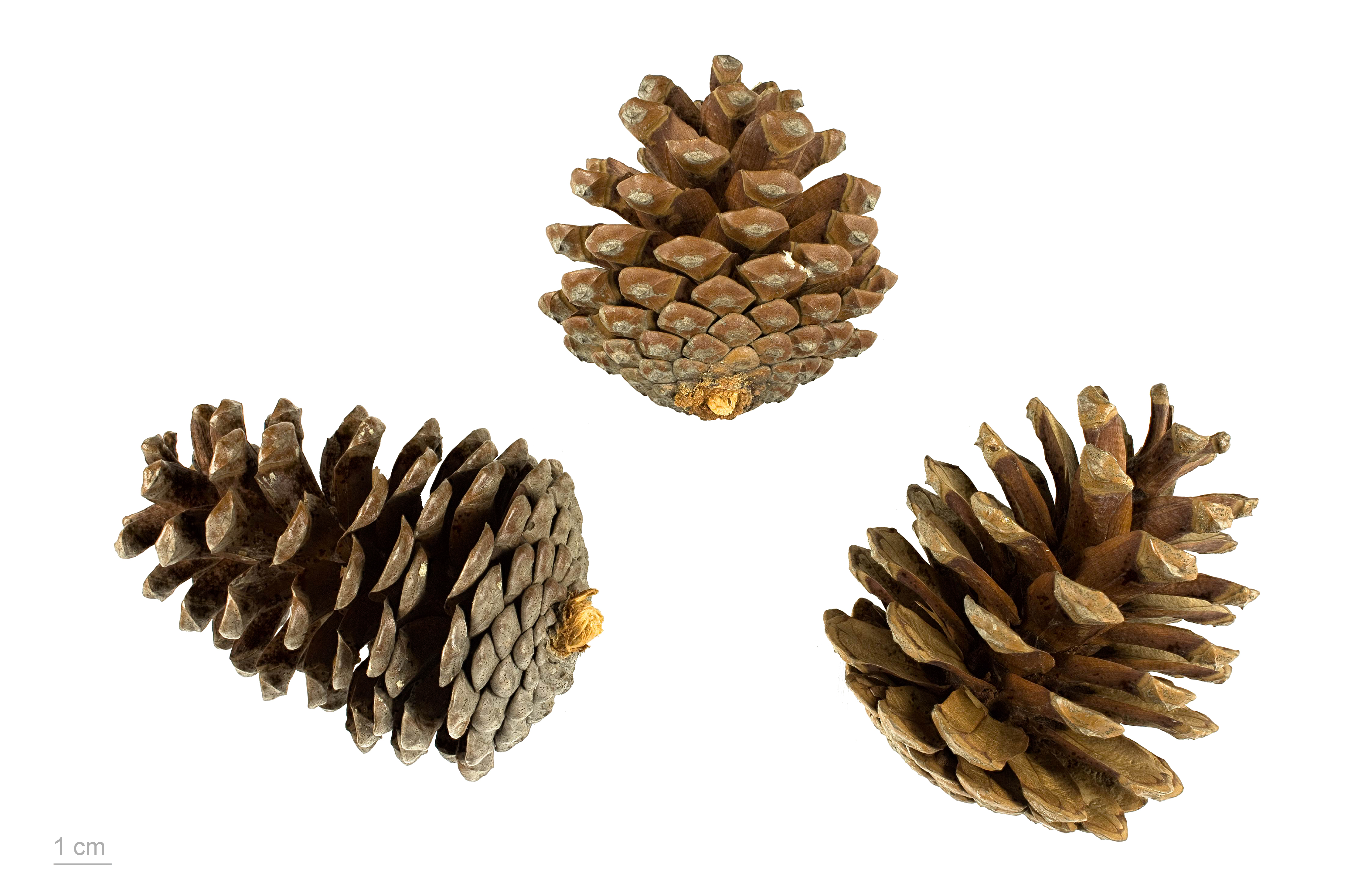
Стиглі шишки

Сосна́ але́ппська (Pinus halepensis) — багаторічна рослина родини соснових, хвойне дерево, що походить із середземноморського регіону. Її ареал простягнувся від Марокко та Іспанії з півночі до півдня через Францію, Італію та Хорватію та на схід до Греції, з окремими популяціями в Сирії (включаючи Алеппо), Йорданії та Ізраїлі. Зазвичай росте на низьких висотах, від рівня моря до 200 м, але в південній Іспанії піднімається до 1000 м, а в Марокко й Алжирі — до 1700 м.

## Підвиди
- Pinus halepensis Miller subsp brutia (Ten.) Holmboe — сосна алеппська довгохвойна
- Pinus halepensis Miller subsp halepensis — сосна алеппська типова[1]